# Torsion (Mechanik)

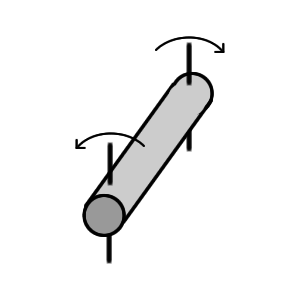
Veranschaulichung der Torsion

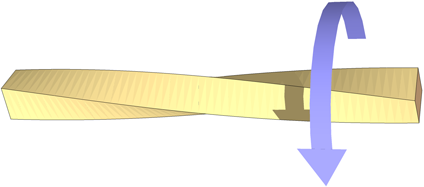
Torsion eines Stabes mit quadratischem Querschnitt

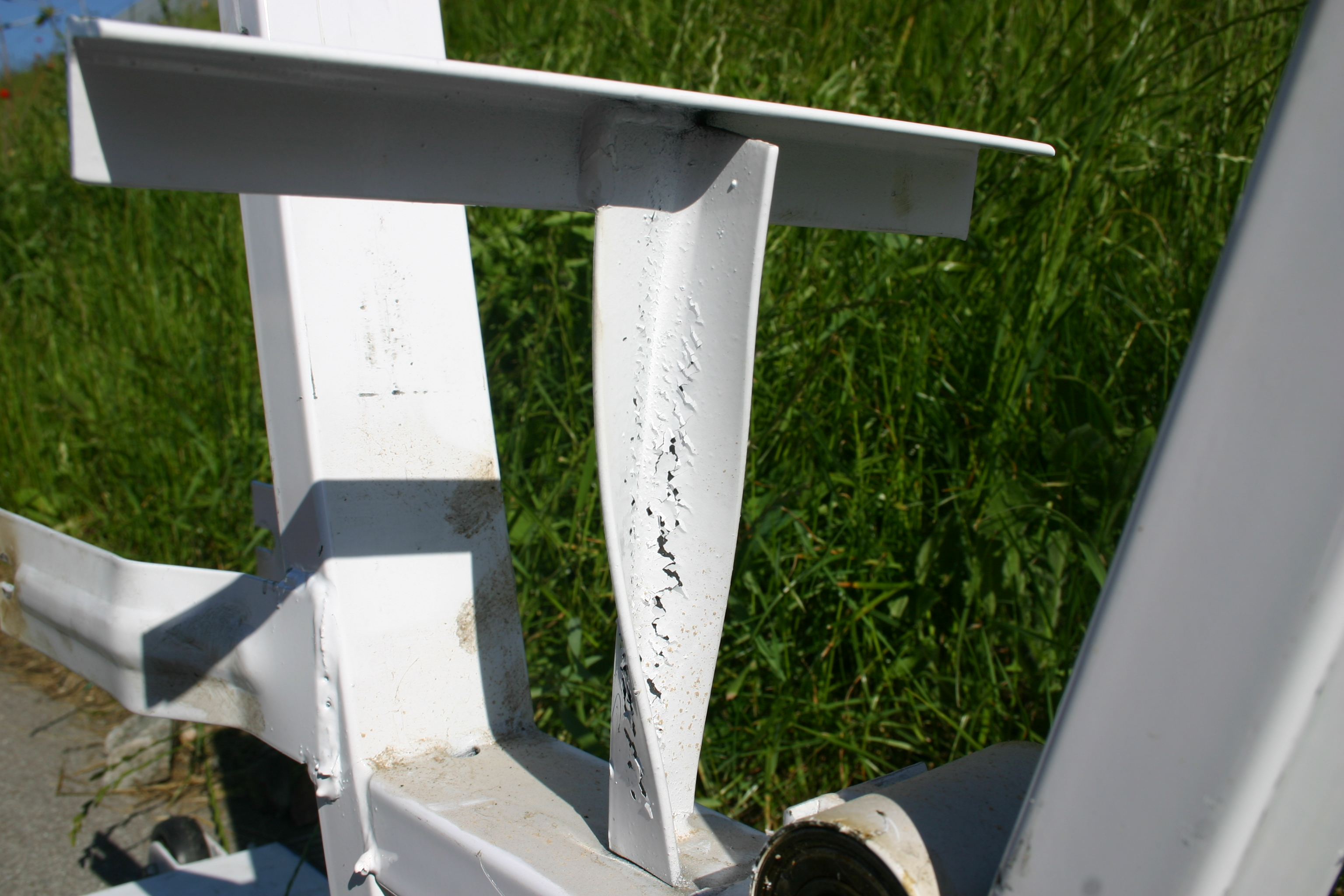
Torsion eines Winkeleisens (L-Profil)

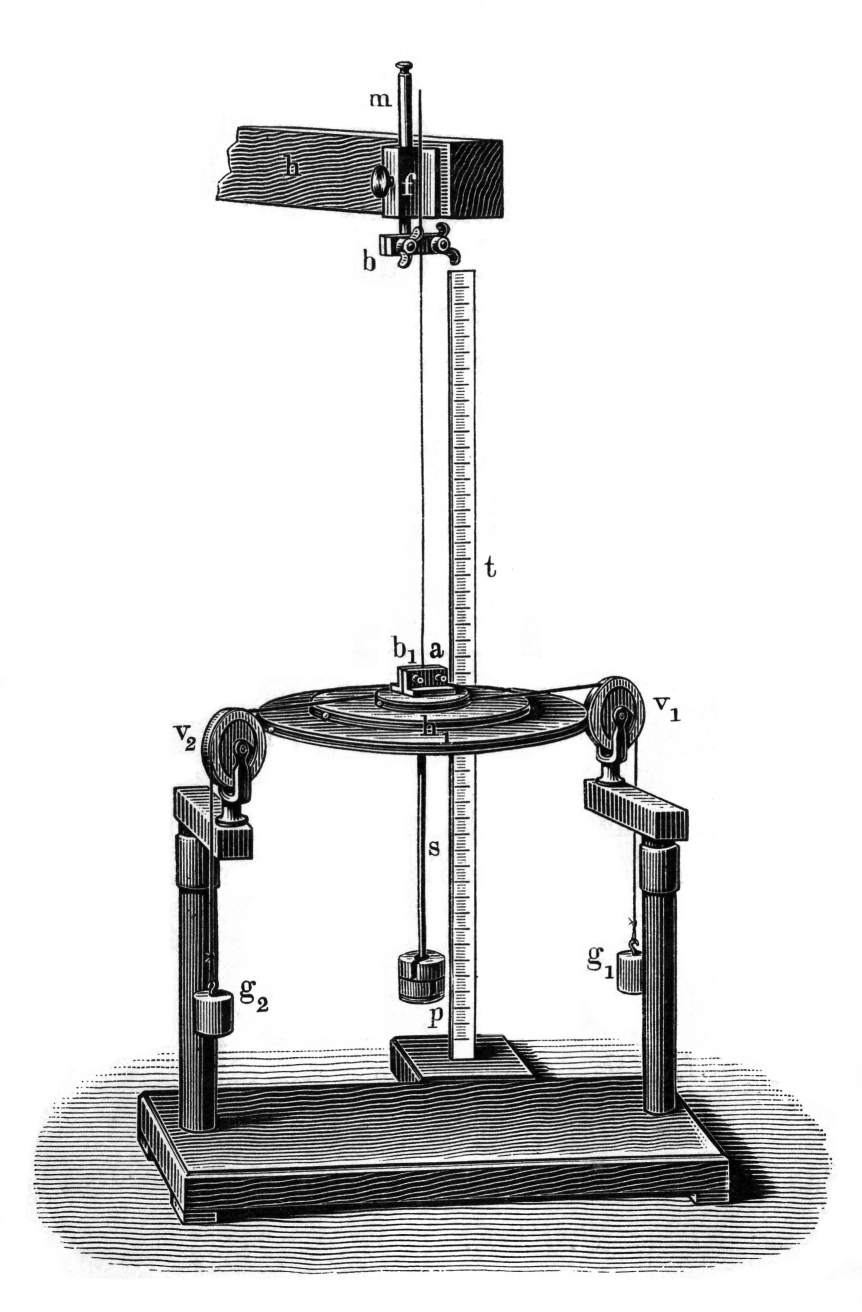
Versuchsaufbau zur Bestimmung der Torsionsgesetze (Holzstich 1897)

Die Torsion beschreibt die Verdrehung eines Körpers, die durch die Wirkung eines Torsionsmoments entsteht. Versucht man einen Stab mit einem Hebel senkrecht zur Längsachse zu verdrehen, so wirkt auf diesen (neben einer etwaigen Querkraft) ein Torsionsmoment.
Das Torsionsmoment {\displaystyle T} ergibt sich aus der Kraft {\displaystyle F} am Hebel multipliziert mit der Länge {\displaystyle r} des dazu verwendeten Hebels:
{\displaystyle T=F\cdot r}
Die entstehende Verdrehung (Verdrehwinkel {\displaystyle \theta _{t}}) des Stabs ergibt sich als:
{\displaystyle {\begin{aligned}\theta _{t}&={\frac {T}{D}}\\&={\frac {T\cdot L}{G\cdot I_{T}}}\end{aligned}}}
mit
- dem Torsionsmoment {\displaystyle T}
- dem Direktionsmoment {\displaystyle D}
  - der Stablänge {\displaystyle L}
  - dem Schubmodul {\displaystyle G}
  - dem Torsionsträgheitsmoment {\displaystyle I_{T}}, welches die Größe und Form des Stabquerschnitts beschreibt.

## Torsionsträgheitsmoment
Ausschließlich für Kreis- und für geschlossene Kreisringquerschnitte ist das Torsionsträgheitsmoment gleich dem polaren Flächenträgheitsmoment {\displaystyle I_{p}}:
{\displaystyle I_{T}=I_{p}={\frac {r^{4}\cdot \pi }{2}}}
Für andere Querschnitte ist die Berechnung des Torsionsträgheitsmoments nur in besonderen Fällen in geschlossener Form möglich.
Zudem ist bei der Bestimmung des Torsionsträgheitsmoments oft von Bedeutung, ob es sich um verwölbungsfreie Querschnitte handelt oder nicht, und ob die Verwölbung behindert wird oder nicht.

## Torsion ohne Verwölbung
Bei geschlossenen Profilen, deren Produkte aus Wanddicke {\displaystyle t} und Abstand {\displaystyle r} zur Drehachse seitenweise konstant sind ({\displaystyle r_{1}t_{1}=r_{2}t_{2}=\cdots =r_{m}t_{m}}), entstehen im Falle der Torsion zwar Schubspannungen, aber keine Normalspannungen in Längsrichtung und damit auch keine Verwölbung des Querschnitts. Diese Bedingungen erfüllt beispielsweise ein zylinderförmiges Rohr konstanter Wandstärke. Dieser Fall der Torsion wird als Neubersche Schale bezeichnet.
Zu beachten ist allerdings, dass die lineare Elastizitätstheorie gilt, d. h. nur kleine Verzerrungen und Verformungen, aber keine plastischen Verformungen zugelassen sind. Außerdem soll die Belastung in Form des Torsionsmomentes an der Längsachse anliegen.
Die Schubspannung {\displaystyle {\tau }_{t}} im Stab ergibt sich aus dem Torsionsmoment {\displaystyle T} geteilt durch das polare Widerstandsmoment {\displaystyle W_{p}}:
{\displaystyle \tau _{t}={\frac {T}{W_{p}}}}
Die maximale Schubspannung tritt dabei am Rand bzw. am maximalen Radius des betrachteten Querschnitts auf. Bei der Dimensionierung muss darauf geachtet werden, dass diese Schubspannung nicht größer wird als die maximal zulässige Schubspannung {\displaystyle \tau _{\mathrm {zul} }} des zu verwendenden Materials:
{\displaystyle \tau \leq \tau _{\mathrm {zul} }}
Andernfalls geht die Verformung beispielsweise einer Welle aus dem elastischen Bereich in den plastischen Bereich über und führt schließlich zum Bruch.

## Torsion mit unbehinderter Verwölbung (Saint-Venant)
Die reine Torsion, auch Saint-Venantsche Torsion genannt, erlaubt eine unbehinderte Verschiebung von Querschnittspunkten in Längsrichtung (Z-Richtung) des Profiles. Man spricht auch von einer unbehinderten Verwölbung des Querschnitts. Die Querschnittsform senkrecht zur Z-Richtung bleibt dabei erhalten (kleine Verformungen). Es wird angenommen, dass die Querschnittsverwölbung unabhängig von der Lage des Querschnitts ist und sich frei einstellen kann.
Man bedient sich quasi eines Tricks, um Profile tordieren zu lassen, die keinen kreisförmigen Querschnitt haben. Diese können nicht als Neubersche Schale aufgefasst werden.
Allerdings darf ein solches Profil nicht fest eingespannt werden, es muss frei im Raum stehen, und das Moment wird auf beiden Seiten aufgebracht. So ist gewährleistet, dass keine Normalspannungen längs des Profils auftreten, obwohl sich einzelne Punkte am Profil in Längsrichtung verschieben dürfen.
Das innere Torsionsmoment ist über die Länge des Stabes konstant und hat die Größe des äußeren Torsionsmomentes. Man spricht auch vom primären Torsionsmoment.
Die größte Torsionsschubspannung findet sich im Bereich der kleinsten Wanddicke (Theorie über dünnwandige geschlossene Hohlprofile und dünnwandige offene Profile).

## Wölbkrafttorsion
Wölbkrafttorsion tritt in folgenden Fällen auf:
- wenn die Verwölbung des verdrillten Stabquerschnittes an Auflagerpunkten behindert wird, beispielsweise durch Endplatten.
- durch Querschnittsänderungen und damit veränderliche Torsionssteifigkeit und sich ändernde Einheitsverwölbung des Stabes.
- durch veränderliche Torsionsbelastung, wenn das daraus resultierende Torsionsmoment im Stab nicht konstant ist (z. B. durch ein Streckentorsionsmoment).
- wenn kein wölbfreier Querschnitt vorliegt
- wenn ein wölbfreier Querschnitt durch Erzwingung einer anderen Drehachse als seines Schubmittelpunkts Verwölbungen aufgezwungen bekommt.
- wenn das Torsionsmoment innerhalb der Stablänge angreift.

Wölbkrafttorsion entspricht einem die Verdrillung des Stabes behindernden örtlichen Spannungszustand durch eine Auflagerbedingung. Mathematisch kann man sich die Wölbkrafttorsion vorstellen wie eine St. Venantsche Torsion mit zusätzlichen statisch unbestimmten Längsspannungen im Auflagerpunkt, die so groß sein müssen, dass die Auflagerbedingung, z. B. Längsverschiebung gleich null, erfüllt sind.
Das innere Moment des Stabes spaltet sich dann in zwei Anteile: einer stammt aus der reinen Torsion, der zweite aus der behinderten Verwölbung.
- Bei Vollquerschnitten ist der Anteil des Wölbmomentes aufgrund der relativ geringen Verwölbung meist klein, es kann daher in der Regel unberücksichtigt bleiben.
- Bei dünnwandigen Profilen muss die Wölbkrafttorsion jedoch berücksichtigt werden. Hier treten neben den St.Venantschen Schubspannungen (primären Torsionsschubspannungen) zusätzlich sekundäre Schub- (auch Wölbschubspannungen genannt) und Wölbnormalspannungen auf.
  - Bei geschlossenen dünnwandigen Profilen wie kaltgeformten Hohlprofilen bleiben die Wölbspannungen und die daraus entstehenden Verformungen jedoch meist klein gegenüber den Spannungen aus der reinen Torsion, daher ist hier im Allgemeinen keine Betrachtung der Wölbkrafttorsion notwendig. Allerdings müssen Grenzfälle betrachtet werden, die die Querschnittsverformungen bei sehr dünnwandigen Querschnitten berücksichtigen.

Die Verdrillung ist über die Länge des Stabes nicht konstant, da der Einfluss der Wölbkrafttorsion mit zunehmendem Abstand von dem Auflagerpunkt, an dem die Verwölbung des Querschnitts behindert ist, geringer wird. Daher sind auch die Wölbnormalspannungen über die Länge des Stabes nicht konstant, über den Querschnitt jedoch sehr wohl.

## Torsion an dünnwandigen Profilen

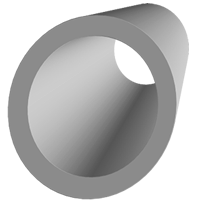
Das Rundrohr als Beispiel eines dünnwandigen Profils

Da die durch Torsion verursachten Schubspannungen in der Mitte eines Querschnitts geringer sind als zum Rand hin, ist es nach den Prinzipien des Leichtbaus sinnvoll, mehr Material an den Rand eines Querschnitts zu legen. Dieses Prinzip wird bei der Drehmomentübertragung durch Wellen in Form der Hohlwelle angewandt.
Bei dünnwandigen Querschnitten tritt Schubfluss {\displaystyle q_{T}} tangential zur Wand des betrachteten Rohrs oder der Welle auf. Der Schubfluss wird bestimmt durch:
{\displaystyle q_{T}=\tau _{0}\cdot t}
Dabei ist
- {\displaystyle \tau _{0}} die Schubspannung an der Profilmittellinie des Querschnitts
- {\displaystyle t} die Wanddicke des Querschnitts, die über den Ort veränderlich sein kann.

Über die 1. Bredtsche Formel ist {\displaystyle \tau _{0}} mit dem Torsionsmoment {\displaystyle T} verknüpft:
{\displaystyle \tau _{0}={\frac {T}{2\cdot t\cdot A_{0}}}}
Dabei ist {\displaystyle A_{0}} die Fläche, die von der Profilmittellinie eingeschlossen wird.
Setzt man die 1. Bredtsche Formel in die Gleichung für den Schubfluss ein, so ergibt sich
{\displaystyle \Rightarrow q_{T}={\frac {T}{2\cdot A_{0}}}}
Beschreibt man die Profilmittellinie mit einer Laufkoordinate {\displaystyle s}, so kann der Verdrehwinkel {\displaystyle \Phi } des Profils bestimmt werden:
{\displaystyle \Phi ={\frac {T\cdot l}{4\cdot A_{0}^{2}\cdot G}}\oint {\frac {1}{t}}ds}
Dabei ist
- {\displaystyle l} die Länge des tordierten Stabes
- {\displaystyle G} der Schubmodul.[1]

Die maximale Schubspannung {\displaystyle \tau _{\mathrm {max} }} wird bestimmt durch
{\displaystyle \tau _{\mathrm {max} }={\frac {T\cdot t}{I_{T}}}}
mit dem Torsionsträgheitsmoment {\displaystyle I_{T}}.
Fasst man Torsionsträgheitsmoment und Wandstärke zum Torsionswiderstandsmoment {\displaystyle W_{p}={\frac {I_{T}}{t}}} zusammen, so gilt
{\displaystyle \tau _{\mathrm {max} }={\frac {T}{W_{p}}}}.
Bei dünnwandigen Querschnitten spielt es eine große Rolle, ob der Querschnitt geschlossen oder offen ist. Geschlossene Querschnitte sind deutlich widerstandsfähiger gegenüber Torsion als offene Querschnitte. Betrachtet man beispielsweise den geschlossenen Querschnitt eines Rundrohrs, dessen Wandstärke 10 % seines Radius beträgt, und vergleicht ihn mit einem geschlitzten Querschnitt mit ansonsten gleichen Eigenschaften, so sind Torsionsträgheitsmoment und folglich das für einen bestimmten Verdrehwinkel aufzubringende Moment beim geschlossenen Querschnitt um den Faktor 300 größer.

## Anwendungen
Der Effekt der Torsion wird in vielen Bereichen angewendet:
- Torsionspendel als Zeitnormal in Uhren
- Henry Cavendish benutzte 1798 eine Gravitationswaage, um die Gravitationskonstante zu messen. Dabei stellte sich ein Gleichgewicht zwischen Torsionskraft des Aufhängungsdrahtes und Gravitationskraft ein.
- Schraubenfeder
- Drehstabfeder im Fahrzeugbau
- Torsionsgeschütz, antike Artilleriewaffe
- Torsionsversuch zur Werkstoffprüfung
- Spanische Winsch zum Spannen
- Auswringen (vortrocknen) von beispielsweise Wäsche, Wischmopp oder auch Haaren